# Ivan Štajcer
Ivan Štajcer (Draženovac, 11. lipnja 1909. – Sarajevo, 20. travnja 1980.), hrvatski dirigent i skladatelj.
Pučku školu pohađao u Daruvaru, a gimnaziju u Virovitici. U Zagrebu studirao pravo i glazbu na Muzičkoj akademiji. Bio korepetitor i dirigent Zagrebačke opere. Godine 1941. prelazi u Osijek gdje djeluje kao dirigent Opere i Filharmonije, te direktor Opere i ravnatelj Hrvatskog narodnog kazališta. 1946. godine prelazi u Zadar gdje pokreće glazbeni život, obnavlja rad filharmonijskog društva i pjevačkog društva "Zoranić". Jedan je od osnivača Glazbene škole u Zadru. Krajem 1947. prelazi u Sarajevo gdje se istaknuo kao izvrstan organizator na svim područjima glazbenog života. Djelovao kao dirigent, zborovođa, korepetitor, glazbeni pedagog, pisac i kritičar.
Posebno se ističu njegove izvedbe opera Aida i Falstaff Giuseppea Verdia, te Ukleti Holandez Richarda Wagnera.